# Группа Ри
Группы Ри — это группы лиева типа над конечным полем, которые построил Ри из исключительных автоморфизмов диаграмм Дынкина, которые обращают направление кратных рёбер, что обобщает группы Судзуки, которые нашёл Судзуки, используя другой метод. Группы были последними открытыми в бесконечных семействах конечных простых групп.
В отличие от групп Штейнберга, группы Ри не задаются точками редуктивной алгебраической группы, определённой над конечным полем. Другими словами, нет никакой «алгебраической группы Ри», связанной с группами Ри таким же образом, каким (скажем) унитарные группы связаны с группами Штейнберга. Однако существуют некоторые экзотические псевдоредуктивные алгебраические группы над несовершенными полями, построение которых связано с построением групп Ри, так как они используют те же экзотические автоморфизмы диаграммы Дынкина, которые меняют длины корней.
Титс определил группы Ри над бесконечными полями характеристики 2 и 3. Титс и Хи ввели группы Ри бесконечномерных обобщённых алгебр Каца-Муди.

## Построение
Если X является диаграммой Дынкина, Шевалле построил расщепляемые алгебраические группы, соответствующие X, в частности, дающие группы X(F) со значениями в поле F. Эти группы имеют следующие автоморфизмы:
- Любой автоморфизм {\displaystyle \sigma } поля F порождает эндоморфизм {\displaystyle \alpha _{\sigma }} группы X(F)
- Любой автоморфизм {\displaystyle \pi } диаграммы Дынкина порождает автоморфизм {\displaystyle \alpha _{\pi }} группы X(F).

Группы Штейнберга и Группы Шевалле можно построить как фиксированные точки эндоморфизма X(F)для алгебраического замыкания поля F. Для групп Шевалле автоморфизм является эндоморфизмом Фробениуса группы F, в то время как для групп Штейнберга автоморфизм является эндоморфизмом Фробениуса, помноженным на автоморфизм диаграммы Дынкина.
Над полями характеристики 2 группы B2(F) и F4(F) и над полями характеристики 3 группы G2(F) имеют эндоморфизм, квадрат которого является эндоморфизмом {\displaystyle \alpha _{\varphi }}, связанным с эндоморфизмом Фробениуса {\displaystyle \varphi } поля F. Грубо говоря, этот эндоморфизм {\displaystyle \alpha _{\pi }} приходит из автоморфизма порядка 2 диаграммы Дынкина, где игнорируется длина корней.
Предположим, что поле F имеет эндоморфизм {\displaystyle \sigma }, квадрат которого является эндоморфизмом Фробениуса: {\displaystyle \sigma _{2}=\varphi }. Тогда группа Ри определяется как группа элементов g из X(F), таких что {\displaystyle \alpha _{\pi }(g)=\alpha _{\sigma }(g)}. Если поле F совершенно, то {\displaystyle \alpha _{\pi }} и {\displaystyle \alpha _{\varphi }} являются автоморфизмами, а группа Ри является группой фиксированных точек инволюции {\displaystyle \alpha _{\varphi }/\alpha _{\pi }} на X(F).
В случае, когда F является конечным полем порядка pk (с p = 2 или 3), существует эндоморфизм с квадратом Фробениуса в точности, когда k = 2n + 1 нечётно и в этом случае он единственнен. Таким образом, это даёт конечные группы Ри как подгруппы B2(22n+1), F4(22n+1) и G2(32n+1), фиксированные по инволюции.

## Группы Шевалле, группы Штейнберга и группы Ри
Связь между группами Шевалле, группами Штейнберга и группами Ри примерно такая. Если дана диаграмма Дынкина X, Шевалле построил групповую схему над целыми числами Z, значения которой над конечными полями являются группами Шевалле. В общем случае можно взять фиксированные точки эндоморфизма {\displaystyle \alpha } группы X(F), где F — алгебраическое замыкание конечного поля, такое, что некоторая степень {\displaystyle \alpha } является некоторой степенью эндоморфизма Фробениуса {\displaystyle \varphi }. Возможны три случая
- Для групп Шевалле {\displaystyle \alpha =\varphi ^{n}} для некоторого положительного целого n. В этом случае группа фиксированных точек является группой точек X, определённых конечным полем.
- Для групп Штейнберга {\displaystyle \alpha ^{m}=\varphi ^{n}} для некоторых положительных целых m и n, при этом m делит n и m > 1. В этом случае группа фиксированных точек является также группой точек кручёной (квазирасщеплённой) формы группы X, определённой над конечным полем.
- Для групп Ри, {\displaystyle \alpha ^{m}=\varphi ^{n}} для некоторых положительных целых m, n, при этом m не делит n. На практике m=2 и n нечётно. Группы Ри не задаются как точки некоторой связной алгебраической группы со значениями в поле. Они являются фиксированными точками порядка m=2 автоморфизмов группы, определённой над полем порядка pn с нечётным n и нет соответствующего поля порядка pn/2.

## Группы Ри типа2B2
Группы Ри типа 2B2 первым нашёл Судзуки, используя другой подход, и они обычно называются группами Судзуки. Ри заметил, что их можно построить из групп типа B2 при использовании варианта построения Стайнберга. Ри понял, что похожее построение можно применить к диаграммам Дынкина F4 и G2, что приводит к двум новым семействам конечных простых групп|.

## Группы Ри типа2G2
Группы Ри типа 2G2(32n+1) ввёл Ри, который показал, что они все просты, за исключением первой группы 2G2(3), которая изоморфна группе автоморфизмов SL2(8). Уилсон дал упрощённое построение групп Ри как автоморфизмы 7-мерного векторного пространства над полем с 32n+1 элементами, сохраняющими билинейную форму, трилинейную форму и билинейное произведение.
Группа Ри имеет порядок {\displaystyle q^{3}(q^{3}+1)(q-1)}, где {\displaystyle q=3^{2n+1}}
Мультипликатор Шура тривиален для n ≥ 1 и для 2G2(3).
Внешняя группа автоморфизмов является циклической и имеет порядок {\displaystyle 2n+1}.
Группа Ри иногда обозначается как Ree(q), R(q) или {\displaystyle \mathrm {E} _{2}^{*}(q)}
Группа Ри {\displaystyle ^{2}\mathrm {G} _{2}(q)} имеет дважды транзитивное перестановочное представление на {\displaystyle q^{3}+1} точках и действует как автоморфизмы {\displaystyle \mathrm {S} (2,q+1,q^{3}+1)} системы Штейнера. Она также действует в 7-мерном векторном пространстве над полем с q элементами, будучи подгруппой G2(q).
2-Силовские подгруппы групп Ри являются абелевыми с порядком 8. Теорема Уолтера показывает, что только другие неабелевы конечные простые группы с абелевыми силовскими 2-подгруппами являются проективными специальными линейными группами в размерности 2 и группами Янко J1. Эти группы сыграли также роль в открытии первой современной спорадической группы. Они имеют централизаторы инволюции вида Z/2Z × PSL2(q) и при исследовании групп с централизатором инволюции похожего вида {\displaystyle \mathbf {Z} /2\mathbf {Z} \times \mathrm {PSL} _{2}(5)} Янко нашёл спорадическую группу J1. Клейдман обнаружил их максимальные подгруппы.
Группы Ри типа 2G2 исключительно трудно описывать. Томпсон изучал эту проблему и смог показать, что структура такой группы определяется некоторым автоморфизмом {\displaystyle \sigma } конечного поля характеристики 3, и если квадрат этого автоморфизма является автоморфизмом Фробениуса, то группа является группой Ри. Он также дал некоторые сложные условия, которым удовлетворяет автоморфизм {\displaystyle \sigma }. Наконец, Бомбиери использовал теорию исключения, чтобы показать, что условия Томпсона подразумевает, что {\displaystyle \sigma ^{2}=3} во всех, кроме 178 небольших случаев, которые были исключены с помощью компьютера (Эндрю Одлыжко и Хант). Бомбиери узнал об этой задаче, прочитав статью о классификации Горенстейна, который предположил, что кто-то со стороны, не из теоретиков групп, поможет решить эту проблему. Ангеар дал объединённую сводку решения этой проблемы Томпсоном и Бомбиери.

## Группы Ри типа2F4
Группы Ри типа {\displaystyle ^{2}\mathrm {F} _{4}(2^{2n+1})} ввёл Ри. Они являются простыми, за исключением первой {\displaystyle ^{2}\mathrm {F} _{4}(2)}, для которой Титс показал, что она имеет простую подгруппу индекса 2, которая теперь известна как группа Титса. Уилсон дал упрощённое построение групп Ри как симметрии 26-мерного пространства над полем порядка 22n+1, сохраняющего квадратичную форму, кубическую форму и частичное умножение.
Группа Ри {\displaystyle ^{2}\mathrm {F} _{4}(2^{2n+1})} имеет порядок
{\displaystyle q^{12}}
{\displaystyle (q^{6}+1)}
{\displaystyle (q^{4}-1)}
{\displaystyle (q^{3}+1)}
{\displaystyle (q-1)}
где
{\displaystyle q=2^{2n+1}}.
Мультипликатор Шура тривиален.
Группа внешних автоморфизмов является циклической с порядком {\displaystyle 2n+1}.
Эти группы Ри имеют необычные свойства, такие, что группа Коксетера пары (B, N) не является кристаллографической — это диэдральная группа порядка 16. Титс показал, что все многоугольники Муфанга получаются из групп Ри типа {\displaystyle ^{2}\mathrm {F} _{4}}.